# Deutsche Jazzcharts
Die Deutschen Jazzcharts (zurzeit Jazz Top 20) ist eine Chartauswertung des Marktforschungsunternehmens GfK Entertainment, die monatlich veröffentlicht wird. Sie beinhalten die erfolgreichsten Jazzalben auf dem Musikmarkt und gelten als offizielle Jazzcharts in Deutschland.

## Allgemeine Informationen und Qualifikationskriterien
Die Deutschen Jazzcharts werden seit 2006 im Auftrag des Bundesverband Musikindustrie ermittelt. Zu Beginn war das Marktforschungsunternehmen Media Control für die Chartserhebung zuständig, seit 2013 erfolgen diese durch GfK Entertainment. Die Jazzcharts erfassen Verkäufe von Bild- beziehungsweise Tonträgern, Downloads und Musikstreamings mit Jazz als Endverbraucher. Jazz wird hierbei definiert als Musik, die durch Jazzkünstler oder der „Jazz-Musiknahestehende Künstler“ interpretiert wird sowie Musikaufnahmen von Improvisationen und Jam-Sessions. Die Zuteilung zum Jazz-Genre wird durch die Anmeldung im Phononet-Artikelstamm festgelegt. Letztlich handelt es sich um „Repertoire-Charts“, die das Marktsegment „Jazz“ abbilden. Sollten Bild- oder Tonträger im Phononet-Artikelstamm als Jazzprodukte gekennzeichnet sein, jedoch offensichtlich nicht in dieses Repertoire-Segment gehören (Falschkennzeichnungen), soll GfK Entertainment Meldungen unberücksichtigt lassen, sofern der zuständige Vertreiber dem zustimmt. In Zweifelsfällen entscheiden Prüfungsbeauftragte darüber. Bei den Deutschen Jazzcharts handelt sich nicht nur um Repertoire-Charts, sondern zugleich um „Artist-Charts“; damit werden Kompilationen und Sampler verschiedener Künstler nicht berücksichtigt. Darüber hinaus sind auch Soundtracks oder auch Crossover-Produkte nicht zugelassen. Als „Pop“ geschlüsselte Jazzprodukte müssen der GfK zur Aufnahme in die Jazzcharts unter Beifügung eines Musterexemplars angezeigt werden, in Zweifelsfällen entscheiden Prüfungsbeauftragte. Die Prüfung zur Richtigkeit erfolgt anhand der wöchentlichen „Jazz-Trends“, die den Prüfungsbeauftragten von der GfK zur Verfügung gestellt werden.
Die Deutschen Jazzcharts bilden einen Auszug aus den regulären Album Top 100 ab, in denen Verkäufe unabhängig von jeglichen Repertoire-Segmenten erfasst werden. Eine parallele Platzierung eines Produktes sowohl in den Album Top 100 als auch in den Jazz Top 20 ist daher nicht nur grundsätzlich möglich, sondern wird bei stark verkaufenden Produkten die Regel sein. Für die Jazz Top 20 sind nur solche Produkte qualifiziert, die über eine Händlerbreite von mindestens zwei Händlergruppierungen verfügen, was bedeutet, dass monatlich mindestens zwei der in der Stichprobe erfassten Händlergruppierungen mindestens ein Produkt des relevanten Produkts verkauft haben müssen, damit es sich für die Jazzcharts qualifizieren kann. Das bei der Ermittlung der Jazzcharts zugrunde gelegte Panel entspricht dem Panel zur Ermittlung der Album Top 100. Die Bildung der Stichprobe unterscheidet sich insofern von den Top-100-Charts, als dass in die Stichprobe für die Jazzcharts nur solche Händler eingehen, die auch Verkäufe von Jazzprodukten melden.

## Veröffentlichung
Die Einführung der Deutschen Jazzcharts erfolgte am 8. August 2006 mit der Publikation der Monatsauswertung vom Juli 2006. Das erste Album, das sich an der Chartspitze platzieren konnte, stammte vom brasilianischen Pianisten Sérgio Mendes. Dieser erreichte mit seinem Kollaboalbum Timeless erstmals die Chartspitze. Bei der Einführung wurden die Deutschen Jazzcharts als monatliche Top-30-Hitparade für Musikalben ausgewertet. Im Zuge des sogenannten „Charts-Relaunch“ im Mai 2015 wollte die GfK fortan die Genrecharts als einheitliche Top-20-Charts präsentieren, sodass die Deutschen Jazzcharts fortan nur noch als Top-20-Hitparade publiziert wurden. Bei der Erhebung werden jeweils vollständige Wochen von Freitag bis Donnerstag zugrunde gelegt. Verkaufswochen, die in unterschiedlichen Monaten liegen, werden dem Monat zugeordnet, in dem die Mehrheit der Verkaufstage liegen.

## Liste der Nummer-eins-Alben in den Jazzcharts

### Monatliche Chartauswertung
Diese Liste beinhaltet alle Alben – in chronologischer Reihenfolge nach ihrer Verweildauer absteigend – die mindestens vier Monate an der Chartspitze der Deutschen Jazzcharts standen:

| Jahr | Titel                     | Interpret                 | Verweildauer | Zeitraum                                                                               |
| ---- | ------------------------- | ------------------------- | ------------ | -------------------------------------------------------------------------------------- |
| 2013 | Liquid Spirit             | Gregory Porter            | 13 Monate    | 1. September 2013 – 30. Juni 2014 1. November 2014 – 31. Januar 2015                   |
| 2006 | Männersachen              | Roger Cicero              | 11 Monate    | 1. November 2006 – 30. September 2007                                                  |
| 2009 | My One and Only Thrill    | Melody Gardot             | 11 Monate    | 1. Mai – 31. Juli 1. September 2010 – 31. Oktober 2010 1. Dezember 2010 – 31. Mai 2011 |
| 2008 | Beziehungsweise           | Roger Cicero              | 6 Monate     | 1. Januar – 30. Juni                                                                   |
| 2008 | Rio                       | Till Brönner              | 5 Monate     | 1. September 2008 – 31. Januar 2009                                                    |
| 2012 | The Absence               | Melody Gardot             | 4 Monate     | 1. Mai – 31. August                                                                    |
| 2013 | The Shocking Miss Emerald | Caro Emerald              | 4 Monate     | 1. Mai – 31. August                                                                    |
| 2016 | Take Me to the Alley      | Gregory Porter            | 4 Monate     | 1. Mai – 31. August                                                                    |
| 2016 | Day Breaks                | Norah Jones               | 4 Monate     | 1. Oktober 2016 – 31. Januar 2017                                                      |
| 2018 | Nightfall                 | Till Brönner & Dieter Ilg | 4 Monate     | 1. Januar – 31. März 1. Januar 2019 – 31. Januar 2019                                  |

### Jahrescharts
| 2006 - Platz 1: Till Brönner – Oceana - Platz 2: Diana Krall – From This Moment On - Platz 3: Sérgio Mendes – Timeless 2007 - Platz 1: Roger Cicero – Männersachen - Platz 2: Thomas Quasthoff – The Jazz Album – Watch What Happens - Platz 3: Götz Alsmann – Mein Geheimnis 2008 - Platz 1: Roger Cicero – Beziehungsweise - Platz 2: Roger Cicero – Männersachen - Platz 3: Till Brönner – Rio 2009 - Platz 1: Diana Krall – Quite Nights - Platz 2: Melody Gardot – My One and Only Thrill - Platz 3: Till Brönner – Rio 2010 - Platz 1: Melody Gardot – My One and Only Thrill - Platz 2: Till Brönner – At the End of the Day - Platz 3: Charlie Haden & Keith Jarrett – Jasmine 2011 - Platz 1: Melody Gardot – My One and Only Thrill - Platz 2: Till Brönner – At the End of the Day - Platz 3: Eric Clapton & Wynton Marsalis – Play the Blues: Live from Jazz at Lincoln Center 2012 - Platz 1: Melody Gardot – The Absence - Platz 2: Keith Jarrett – Rio - Platz 3: Diana Krall – Glad Rag Doll 2013 - Platz 1: Gregory Porter – Liquid Spirit - Platz 2: Till Brönner – Till Brönner - Platz 3: Caro Emerald – The Shocking Miss Emerald 2014 - Platz 1: Gregory Porter – Liquid Spirit - Platz 2: Till Brönner – The Movie Album - Platz 3: Tony Bennett & Lady Gaga – Cheek to Cheek 2015 - Platz 1: Diana Krall – Wallflower - Platz 2: Gregory Porter – Liquid Spirit - Platz 3: Melody Gardot – Currency of Man | 2016 - Platz 1: Norah Jones – Day Breaks - Platz 2: Gregory Porter – Take Me to the Alley - Platz 3: Till Brönner – The Good Life 2017 - Platz 1: Gregory Porter – Nat “King” Cole & Me - Platz 2: Diana Krall – Turn Up the Quiet - Platz 3: Götz Alsmann – In Rom 2018 - Platz 1: John Coltrane – Both Directions at Once: The Lost Album - Platz 2: Till Brönner & Dieter Ilg – Nightfall - Platz 3: Kamasi Washington – Heaven and Earth 2019 - Platz 1: Nils Landgren, Lars Danielsson, Michael Wollny & Wolfgang Haffner – 4 Wheel Drive - Platz 2: Nils Landgren – Christmas with My Friends VI - Platz 3: Frank Sinatra – Ultimate Sinatra: The Centennial Collection 2020 - Platz 1: Gregory Porter – All Rise - Platz 2: Norah Jones – Pick Me Up Off the Floor - Platz 3: Keith Jarrett – Budapest Concert 2021 - Platz 1: Till Brönner & Bob James – On Vacation - Platz 2: Melody Gardot – Sunset in the Blue - Platz 3: Tony Bennett & Lady Gaga – Love for Sale 2022 - Platz 1: Till Brönner – Christmas - Platz 2: Al Di Meola, John McLaughlin & Paco de Lucía – Saturday Night in San Francisco - Platz 3: Lady Blackbird – Black Acid Soul 2023 - Platz 1: Miles Davis – Kind of Blue - Platz 2: Norah Jones – Come Away with Me - Platz 3: Till Brönner – Christmas 2024 - Platz 1: Norah Jones – Come Away with Me - Platz 2: Miles Davis – Kind of Blue - Platz 3: Gregory Porter – Christmas Wish |